# Blößling
Der Blößling ist ein im Gipfelbereich schütter bewaldeter Gipfel westlich von Bernau im südlichen Hochschwarzwald (Baden-Württemberg). Der 1309,5 m ü. NHN hohe und steilhängige Gipfel weist unter allen Schwarzwaldbergen über 1300 Metern Höhe mit Ausnahme von Feldberg und Belchen die größte Dominanz und die größte Schartenhöhe auf.
Über den kurzen Gipfelkamm verläuft die Grenze zwischen Bernau im Osten (zu St. Blasien gehörig) und andererseits einer Exklave des Stadtgebietes von Schönau wie auch von Präg (zu Todtnau gehörig) und damit auch zwischen den Landkreisen Waldshut und Lörrach. 

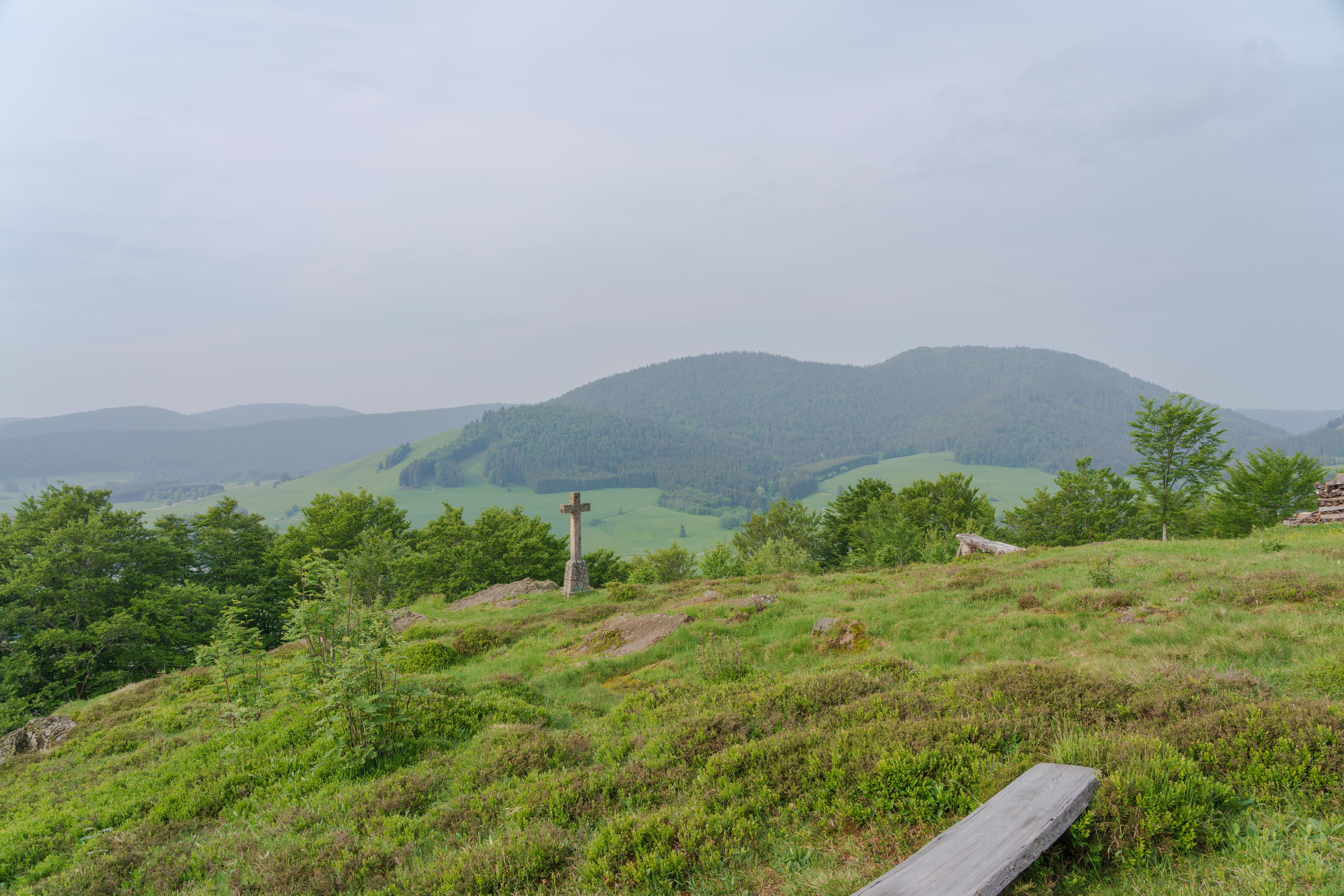
Blick vom Scheibenfelsen über Bernau nach Westen zum Blößling

Der Blößling liegt auf einer vom Herzogenhorn südwärts ziehenden Kammlinie, die das tiefe Tal des Prägbachs mit dem Präger Gletscherkessel vom östlich benachbarten weiten Hochtal der Bernauer Alb trennt. Nördlich und südlich wird der Blößling von tief eingekerbten Transfluenzpässen begrenzt, was dessen große Schartenhöhe erklärt und seine Erwanderung anstrengend macht. Nach Westen fallen seine Hänge um rund 500 Meter ins Prägbachtal ab und zum Bernauer Hochtal hin um etwa 375 Meter, beides auf Strecken von je eineinhalb Kilometern. 
Geologisch liegt der Berg zwar in der von mäßig widerstandsfähigen Grauwacken und Tonschiefern sowie gangförmigen Subvulkaniten geprägten Badenweiler-Lenzkirch-Zone (Unterkarbon), jedoch im Übergangsbereich zum St. Blasianer Granit, wo die Gesteine teilweise durch Kontaktmetamorphose gehärtet worden sind (Rand-Fazies). Neben den beiden nach Westen gerichteten Transfluenzen künden schwach ausgeprägte Kar-Nischen von den eiszeitlichen Vergletscherungen; im Nordosten das Jörilisloch und im Südosten das Gräbenloch. In dessen Boden hat ein vom südlich benachbarten Hohen Zinken herabkommender Gletscher den Talbach an den Südfuß des Blößlings gedrängt. Dort hat der Bach eine kleine Kerbschlucht eingeschnitten.
Touristisch gilt das Gebiet um den Blößling als besonders ruhig. Bei Inversionswetterlagen bietet sich ein Blick bis zu den Alpen. Der Blößling wird daher (wie auch der südwestlich benachbarte Hochkopf) als Alternative zu den häufig überlaufenen Gipfeln von Feldberg und Belchen aufgesucht. Über den Berg verläuft der Fernwanderweg Westweg (östliche Variante) des Schwarzwaldvereins.
Die Westseite des Blößling-Gebietes ist in das Großnaturschutzgebiet Gletscherkessel Präg einbezogen.